# カスタマイZ
カスタマイZ（カスタマイズ）は、日本のバンド。スターダストプロモーションの男性アーティスト集団「EBiDAN」から結成された。2016年解散。

## 経歴
2012年
- 3月20日に行われた『EBiDAN THE LIVE 春の陣』で結成を発表[1]。当初はユニット名なしで活動。ラジオ番組『恵比寿学園男子部 放課後Customize』のコーナーで募集。
- 5月、ユニット名が「カスタマイズ」に決定した。

2013年
- 8月1日、aube shibuyaにて初のワンマンライブ「武者修行ファイナル ワンマンライブ〜ろっくろくにしてやんよ〜」を開催。
- 9月1日、「きたまえ↑ 札幌☆マンガ・アニメフェスティバル」の出演を最後に、メンバー全員が卒業という形の解散となった。
- 10月、松井を除いた3人での再始動を発表。
- 10月31日、HAMAを加えた4人でバンド名を「カスタマイZ（読みはカスタマイズ）」に改名し、再結成。
- 12月29日、「EBiDAN THE LIVE 〜飛び出すEBi本 2013〜」にて、カスタマイZ初披露。

2014年
- 3月23日、AnimeJapan 2014内スターチャイルドステージにてスターチャイルドレコードと仮契約を結んだ。
- 6月8日、ダイバーシティ東京プラザにてフリーライブ「スタチャに挑む！お台場決戦！〜燃え上がれ！フェスティバル広場を埋め尽くせ！〜」を実施。スターチャイルド正式契約条件の超満員の観客には至らず、仮契約を続行。
- 6月14日 - 8月31日、スターチャイルドとの正式契約のリベンジをかけ全国108か所でのイベント・店頭訪問企画「“煩悩×Crusher”〜リベンジマッチ！カスタマイZ VS スタチャ 最終決戦！〜」を開催。
- 8月27日、メジャーデビューしたいシングル「Life and death」を発売。アニメ「少年ハリウッド -HOLLY STAGE FOR 49-」の第4話エンディングテーマとして起用され、グループとしては初のアニメタイアップとなる。
- 8月31日、東京ドームシティラクーアガーデンステージにて行われた「“煩悩×Crusher”〜リベンジマッチ！カスタマイZ VS スタチャ 最終決戦！〜」最終公演にてスターチャイルドとの本契約決定を発表。[2]
- 9月23日 - 10月3日、初のライブツアー「カスタマイZ FIRST LIVE TOUR 2014 愉快!爽快!全開!大正解! 〜俺らの一気イチYOU!!〜」を開催。
- 11月1日、2015年1月18日、全国23か所でのフリーライブツアー「真冬の弾丸ぶっちぎりツアー!!!!“かっ飛び×Crusher”」を開催。

2015年
- 2月4日、メジャーデビューシングル「一筋の光明」を発売。
- 4月26日 - 6月7日、ライブツアー「カスタマイZ 全国行脚 春のぶっちぎりツアー!!!! “激戦×Crusher”」を開催。
- 5月、ボーカルHAMAの体調不良（後に肺気胸と診断）によるライブ出演辞退を発表。以降、他3人でのイベント・ライブ出演が続く。
- 6月3日、2ndシングル「鎮魂歌 -レクイエム-」を発売。目標としたオリコンランキング5位以内を達成できず「”お遍路×Returns”小豆島88か所めぐり」を行うことが決定した。
- 8月12日 - 8月18日、香川県小豆島にて「カスタマイZ”お遍路×Returns”小豆島88か所めぐり」を行い、現地から1日2回ツイキャス配信を行った。
- 8月22日、「カスタマイZ お遍路凱旋！&帰ってきたHAMA復活祭♡ In ラクーアガーデンステージ」を開催。ボーカルHAMAが参加し、5月以来の4人での公演となった。
- 9月6日 - 11月22日、メジャー3rdシングル発売記念イベント「カスタマイZ 全国行脚 絆のぶっちぎりツアー秋!!!!“凱旋×Crusher”」を開催。
- 9月12日、「きたまえ↑」に出演。ボーカルHAMAはライブ出演を辞退（手術を受け完治した肺と逆の肺が肺気胸であると9月25日に診断）以降は他3人での公演が続く。
- 9月27日、K RETURN OF KINGS「抜刀先行上映会」に出演。
- 10月31日、山野ホールにて結成2周年記念日ワンマンライブを開催。

2016年
- 8月26日、ステラボールでのワンマンライブ「カスタマイZ Final Live 〜We are Team Z!〜」を最後に解散[3]。

## メンバー
| メンバー             | 生年月日              | イメージカラー | 演奏担当               | 所属部署 |
| -------------------- | --------------------- | -------------- | ---------------------- | -------- |
| HAMA（濱崎謙）       | 1995年4月15日（30歳） | パープル       | ヴォーカル・キーボード | 芸能1部  |
| GORO（栗原吾郎）     | 1996年1月12日（29歳） | レッド         | ギター・ヴォーカル     | 芸能1部  |
| DAICHI（泉大智）     | 1996年6月1日（29歳）  | イエロー       | ドラム                 | 芸能1部  |
| HIROKI（寺坂尚呂己） | 1996年12月2日（28歳） | グリーン       | ベース                 | 芸能1部  |

### 元メンバー
- 松井健太 (1997年8月1日（27歳）) ギター・コーラス

## ディスコグラフィ

### シングル

#### インディーズ
- タブリエ・コミュニケーションズから発売。

| 通番 | 発売日         | タイトル       | 収録曲                                        | 最高位 | 規格品番  |
| ---- | -------------- | -------------- | --------------------------------------------- | ------ | --------- |
| 1    | 2012年10月24日 | ハレ晴レユカイ | ハレ晴レユカイ secret base 〜君がくれたもの〜 |        | TSCM-0004 |
| 2    | 2013年4月10日  | もののけ姫     | もののけ姫 READY!!                            |        | TSCM-0013 |

#### メジャー
| 通番                               | 発売日         | タイトル             | 収録曲                                        | オリコン最高位 | 規格品番                                                             |
| ---------------------------------- | -------------- | -------------------- | --------------------------------------------- | -------------- | -------------------------------------------------------------------- |
| 「メジャーデビューしたいシングル」 | 2014年8月27日  | Life and death       | Life and death うたいたい歌 My Juliette       | 17位           | KICM-91536(期間限定盤(CD+DVD)) KICM-1537(アニメ盤) KICM-1538(通常盤) |
| 1                                  | 2015年2月4日   | 一筋の光明（ひかり） | 一筋の光明（ひかり） 永遠に Never Give Up     | 8位            | KICM-91568(期間限定盤(CD+DVD)) KICM-1569(アニメ盤) KICM-1570(通常盤) |
| 2                                  | 2015年6月3日   | 鎮魂歌 -レクイエム-  | 鎮魂歌 -レクイエム- 潮騒 カスタマイＺのテーマ | 7位            | KICM-91595(期間限定盤) KICM-1596(アニメ盤) KICM-1597(通常盤)         |
| 3                                  | 2015年11月18日 | 解                   | 解 バンヴィーナス 絆の音楽(オト)              | 10位           | KICM-91636(期間限定盤(CD+DVD)) KICM-1637(アニメ盤) KICM-1638(通常盤) |
| 4                                  | 2016年4月27日  | COOLEST              | COOLEST WOW WOW WOW                           | 15位           | KICM-1671(カスタマイZ盤) KICM-1672(坂本盤) KICM-1673(通常盤)         |

### 配信限定楽曲
| 通番 | 発売日        | タイトル           | 備考             |
| ---- | ------------- | ------------------ | ---------------- |
| 1    | 2014年2月25日 | 校門×Crusher       | music.jpにて配信 |
| 2    | 2014年3月23日 | HEADBAND!!!!       | music.jpにて配信 |
| 3    | 2014年4月30日 | 刹那スクールゾーン | music.jpにて配信 |

### アルバム
| 通番 | 発売日        | タイトル  | オリコン最高位 | 規格品番                                         |
| ---- | ------------- | --------- | -------------- | ------------------------------------------------ |
| 1    | 2016年4月27日 | Customi-Z | 43位           | KICS-93371(期間限定盤(CD+DVD)) KICS-3371(通常盤) |

## タイアップ
| 楽曲                 | タイアップ                                               | 時期   |
| -------------------- | -------------------------------------------------------- | ------ |
| Life and death       | テレビアニメ『少年ハリウッド -HOLLY STAGE FOR 49-』4話ED | 2014年 |
| 一筋の光明（ひかり） | テレビアニメ『シドニアの騎士 第九惑星戦役』先行上映版ED  | 2015年 |
| 鎮魂歌 -レクイエム-  | テレビアニメ『シドニアの騎士 第九惑星戦役』ED            | 2015年 |
| 解                   | テレビアニメ『K RETURN OF KINGS』ED                      | 2015年 |
| 潮騒                 | OVA『クラゲの食堂』主題歌                                | 2016年 |
| COOLEST              | テレビアニメ『坂本ですが?』OP                            | 2016年 |

## 参加作品

### DVD & Blu-ray
- KING SUPER LIVE 2015（2015年12月9日、キングレコード）
- Animelo Summer Live 2015 -THE GATE- 8.29（2016年3月30日、アニサマプロジェクト2015）

## 出演

### テレビ番組
- TwellV Times（2013年、TwellV）
- 超×D Music+（2013年4月 - 2014年6月、TOKYO MX）
- 超D.プリカスZ（2014年7月6日 - 2016年6月26日、BS朝日）
- スター☆ドリーマーズ（2016年、BS朝日）

### ラジオ番組
- 恵比寿学園男子部 放課後Customize（2012年4月 - 2013年7月、音泉） - カスタマイズ
- EBiDANのエブリバディ☆DANSHI（2012年11月4日 - 2014年3月、FM FUJI） - カスタマイズ、超特急、DISH//（週替わり）

### インターネット
- ワシスタ〜意外とおもしろい番組〜（2014年4月 - 2016年3月、ニコニコ生放送）

## ライブ・イベント

### 主催ライブ
- 武者修行ファイナル ワンマンライブ〜ろっくろくにしてやんよ〜（2013年8月1日、aube shibuya）
- Dead or Alive〜ホップ♪ステップ♪ジャンプ♪できるのか？〜（2014年2月8日、原宿アストロホール）
- カスタマイZ FIRST LIVE TOUR 2014 愉快!爽快!全開!大正解! 〜俺らの一気イチYOU!!〜（2014年9月23日 - 10月3日）
- カスタマイZ ワンマンツアー2015春！-惑星クアトロをセイアツセヨ！-（2015年3月28日 - 4月5日）
- カスタマイZ 結成2周年記念日ワンマンライブ（2015年10月31日、山野ホール）

### その他ライブ
- EBiDAN THE LIVE 春の陣（2012年3月20日）
- きたまえ↑ 札幌☆マンガ・アニメフェスティバル（2013年9月1日、2014年9月15日、2015年9月12日）
- EBiDAN THE LIVE 〜飛び出すEBi本 2013〜（2013年12月29日、品川ステラボール）
- KING SUPER LIVE 2015（2015年6月20日、21日）
- EBiDAN THE LIVE〜Summer Party〜（2015年7月12日、東京国際フォーラム）
- COOL JAPAN ENTERTAINMENT 山中湖×アニダンGRAND PRIX 2015ANIME×DANCE×COSTUME（2015年7月26日）
- THE HOOPERSのキュンキュンさせNight☆ SP キュン❤Fes.（2015年8月8日、TSUTAYA O-EAST）
- 中京テレビ「24時間テレビ」チャリティーライブ2015（2015年8月23日）
- Animelo Summer Live 2015 -THE GATE-（2015年8月29日）
- アニメ「少年ハリウッド」ときめきミュージックルーム SPECIAL SUIT LIVE（2015年9月26日）